# 本明朝
本明朝（ほんみんちょう）は、リョービ印刷機販売（後のリョービイマジクス）が開発・発売した写真植字向け明朝体、またそのデジタルフォント製品。2017年以降、モリサワがタイプバンクフォントとして取り扱う。

## 略史
1958年に晃文堂の金属活字書体として「晃文堂明朝」が登場した。晃文堂明朝は、三省堂の印刷部門に在籍していた杉本幸治が晃文堂の社員たちと基本設計書をまとめ、晃文堂のデザイナーが描いた原図を杉本が週1回程度チェックするなど、杉本が監修するような形でデザインされた。各社の書体について資料を集め研究したところ、日本タイプライター（現・キヤノンセミコンダクターエクイップメント）のタイプ活字による印字物にあたたかみとよい雰囲気を感じ、字配り・骨格・太さなどを観察して晃文堂明朝を作ったと杉本は回顧している。
1970年に菱備製作所（現・リョービ）が晃文堂を傘下に収め写植に進出すると、写植書体の「細明朝」となった。しかし金属活字そのままの「細明朝」の評判は芳しくなく、横線が飛んでしまうという問題を抱えていた。杉本の手によって改刻され1982年に「本明朝-L」となり、その後「本明朝-M」や「本明朝-B」などの書体バリエーションが追加されていった。「本明朝-M」は杉本が一から書き起こしたもので、BやEも杉本が手掛けた。「本明朝-L」は1987年にデジタル化された。1987年のデジタル化の際には当時の解像度の制約により縦線を垂直にするなどの単純化が行われたが、2004年に杉本の監修のもと、米田隆がデザインした本文用書体「本明朝-Book」では本来の姿を復活させ、縦線に抑揚を付け、口を台形にするといったエレメントが採用された。
リョービイマジクスは2011年10月にフォント事業をモリサワに譲渡し、2012年4月にリョービに吸収合併された。モリサワは旧リョービ書体を2012年2月に子会社タイプバンクに移譲した。2012年にモリサワの年間契約フォントライセンス・MORISAWA PASSPORTでの提供が始まった。2017年9月にモリサワがタイプバンクを吸収合併した後も、本明朝をはじめとする旧リョービ書体は「タイプバンクフォント」として扱われている。

### パーソナルコンピュータOSへの搭載
1992年にClassic Mac OS向けとして出た「漢字TrueType」パッケージでは明朝体に本明朝-Mが採用され、同年末の漢字Talk 7.1でも本明朝-Mは「リュウミンライト-KL」・「平成明朝W3」とともに搭載された。一方、1993年の日本語版Windows 3.1では標準明朝体フォントとして本明朝-Lをベースとする「MS 明朝」ファミリーが採用され、Microsoft Officeでも付属する明朝体フォントは本明朝ベースの「MS 明朝」を元にした「HG 明朝」ファミリーとなっていた。

## ファミリー
ウエイトはL/M/B/E/Uがあり、OpenType版ではL/Mの文字セットはPro（Adobe-Japan1-4）、B/E/UはStd（Adobe-Japan1-3）。
書籍本文に特化した「本明朝-Book」はLとMの中間のウエイトで、文字セットはPr5N/Pr5（Adobe-Japan1-5）。
本文向けのL/Book/Mには仮名のバリエーションとして「標準がな」「小がな」「新がな」「新小がな」がある。B/E/Uには「標準がな」「新がな」がある。

### 新がな、新小がな
本明朝新がなは、Font-Kaiの金井和夫によるデザイン。1999年に発売された。「新がな」という名ながら、築地体後期五号活字の系統に属するオールドスタイルを踏襲していると評される。